# Sunshine Dad
Sunshine Dad é um filme mudo do gênero comédia produzido nos Estados Unidos e lançado em 1916.